# Neuro Dubel
Neuro Dubel — білоруський рок-гурт з Мінська, заснований 17 липня 1989. Стиль групи — панк-рок, або рідше — «російськомовний рок-н-рол». Проте, група використовує безліч стилів — від регі та блюзу до хардкору. Може бути, саме це різноманіття разом з найпотужнішою концертної енергетикою і «нервовими», за визначенням журналістів, текстами, з'явилися причиною того, що група завоювала любов білоруської аудиторії.

## Назва
Назва групи була утворена за аналогією з «Sex Pistols». Замість пістолета був обраний інший фалічний символ, дюбель — «хороше і незрозуміле слово». «Нейро» було вибрано Олександром Кулінкович: в той період він часто відвідував нейрохірургічне відділення.

## Історія групи

### Перші роки
Нейро Дюбель був заснований в 1989 Олександром Кулинковичем і Геннадієм Агейчиком. Днем народження групи вважається 17 липня, коли цей дует, в стані жахливого похмілля, написав і записав кілька повільних і сумних пісень. Протягом кількох наступних років дует працював переважно вдома, збираючи музичний матеріал і створюючи свій власний стиль і звучання. У цьому стані, використовуючи переважно домашню аудіотехніку, група видала кілька альбомів (включаючи один акустичний), що називалося «Неякісні продукти студії ГангрЕна Продакшн». У 1991 році Агейчик покинув групу, і на місці дуету виник концертний склад: лідер і автор текстів Куллінкович; гітарист і, згодом, бек-вокаліст, Юрій Наумов; басист Дмитро Чиж і барабанщик Андрій Степанюк. Також участь у групі брала бек-вокалістка Світлана Сидорович, яка трагічно померла в 1993 р.

### 1990-і. Перші концерти
Перша поява Нейро Дюбеля на сцені відбулося на відкритті «Астролябії-Шоу» 4 жовтня 1991. Група була першим гостем з Білорусі в Московському панк-кафе «Відрадне». У 1993 р. з групи відрахували басиста (за пияцтво), на його місце прийшов Стас Поплавський. Тоді ж у групи з'явився клавішник — Макс Івашин. Наприкінці 1994 р. в групу приходить новий гітарист Максим Паровий. Внаслідок цих змін складу група виходить на майже професійний рівень і починає багато й активно концертувати. Нейро Дюбель брав участь у місцевих фестивалях: «БУДЬ СПОК» та «Чужа Вода» у Могилеві, «На захист Музичних Меншин», «Рок-Форум», «КГ — Сердитий Свято», «Важкий День» у Мінську, в акціях «Білорусь Проти Ядерної Зброї» і «Музиканти Проти Наркотиків», церемоніях «Рок-Каранація» в 1995-96 роках, де група була нагороджена спеціальним призом Ленінградського рок-клубу і групи ДДТ.

### 1995. «Розумні речі»
У 1995 разом з новим соло-гітаристом Максимом Паровим був записаний перший студійний альбом (подвійний) «Розумні Речі (The Best)». У цьому ж році, на запрошення Ядвіги Поплавській та Олександра Тіхановіч, група взяла участь у першому для себе серйозному концерті — «Поп-ТВ» у Палаці спорту. Сам Куллінкович говорив про цей концерт: «Це був наш перший виступ в Палаці спорту, тоді це було межею мрій не тільки для нас, а й для будь-якого білоруського музиканта. Величезна сцена, апаратура, плюс перший нормальний показ по телебаченню. Рост „дюбелевскій“ я відраховую саме з цього концерту, багато хто тоді побачили, що, принаймні, по телевізору ми виглядаємо. Після цього концерту пішли пропозиції про виступи від людей, які більш-менш чогось значили в білоруському шоу-бізнесі.»

### 1996. «Жорстоке Самогубство Універсальної Нарізкою Бернера»
У 1996 побачив світ альбом «Жорстоке Самогубство Універсальної Нарізкою Бернера», і протягом перших двох місяців 1997 ця програма була продана в кількості більше 5000 екземплярів практично без промоційної та рекламної кампаній. У 1996-97 роках фірмою «ПАН Рекордз» був реалізований кавер-проект «ПесняРок», де провідні білоруські групи виконували версії пісень знаменитого ансамблю «Пісняри». На презентації диска 4 липня 1997 Нейро Дюбель зі своєю обробкою пісні «Вологда» виступав в самому кінці, навіть після самих «Піснярів», таким чином очолюючи і закриваючи шоу. На «Рок-коранації 1996» група отримала спецприз «За найкращу інтерпретацію естрадного шлягера» («Здрастуй, чужа мила»).

### 1997. Робота з «United Records»
У 1997 році виключно через Internet Нейро Дюбель взяв участь у компіляції канадської фірми «United Records» — «United We Stand». Пісня «Вай-вай» виявилася на диску також почесним останнім треком в компанії 19 незалежних складів з США, Канади, Великої Британії та Фінляндії. У 1998 році, з 1 по 3 травня в місті Сосновий Бор під Санкт-Петербургом проходив рок-фестиваль «Балтійський Берег 1998». Нейро Дюбель дісталися: Приз глядацьких симпатій з відривом від найближчого номінанта в 40 % і Гран-Прі Ленінградського рок-клубу.

### 1999. Фестиваль «Рок-Каранація 1998»
У 1999 році на церемонії нагородження найкращих рок-груп Білорусі «Рок — Каранация 1998» Нейро Дюбель отримав головний приз — Рок-Корону (нагороду вручав Володимир Мулявін, крім цього група перемогла в номінаціях: Найкраща пісня року («Мисливець і Сагайдак»), Найкращий альбом року («Мисливець і Сагайдак»), Найкращий кліп року («Мисливець і Сагайдак»). На щорічній церемонії нагородження найкращих музичних кліпів «Кришталева монограма 1999», відеокліп на пісню «Літаки» з альбому «Ворсинки і катишки» переміг у трьох номінаціях: Найкращий сценарій, Найкращий режисер, Найкращий актор. На «Рок-Коранації 1999» альбом «Ворсинки і Катишки» був названий найкращим альбомом 1999 року.

### 2000. Успіхи в Росії
До кінця 2000 року було прийнято рішення висувати групу на російський ринок. Був записаний кліп «Вася п'є», ротировано на MTV; давалися концерти в Москві, і головне — в Росії вийшов альбом «Народне надбання», для якого були перезаписані найкращі пісні за всю історію групи. У листопаді відбулася його презентація, і в продажу з'явилося близько двох тисяч касет. Але з Москвою нічого не вийшло, а тому касети не додруковувалися, а CD так і не вийшов. Після досить тривалої паузи на початку 2002 року був записаний альбом «П. І. П. Т. Я. У. К. В. К.» («Правдиві історії про те, як у Карлсона викрали комбінезон»). Диск вийшов в травні і став за підсумками року одним з найбільш продоваємих (за деякими відомостями — самим). 14 грудня того ж року компанія West Records випустила диск «Піар під час чуми», що являє собою збірку найкращих пісень гурту. Він включає в себе не тільки матеріал зі ставшого раритетом «Народного надбання», а й пісні з останнього запису «П. І. П. Т. Я. У. К. В. К.».

### 2003. Загроза розколу
У 2003 році для групи настав переломний момент: басиста виключили з групи (і знову за пияцтво), Максим Івашин виїхав спочатку вчитися, а потім працювати в Канаду, створивши муз. колектив «КлЕндайк», а ведучий гітарист групи Макс Паровий змушений був виїхати до Москви. Таким чином, група опинилася на межі розвалу. Однак зусиллями лідера групи і його знайомих утворився новий склад, що залишився незмінним до теперішнього часу.

### 2004—2010. Нові альбоми
І вже в 2004 р. вийшов перший білоруськомовний альбом групи — «Tanki», що став на «Рок-Коронації 2004—2005» альбомом року. 21 липня 2004 група виступила на опозиційному концерті, і з 2004 по 2007 разом з іншими білоруськими рокерами вона неофіційно була під забороною. На «Рок-Коронації 2007» крім головної нагороди — Рок-корони, група перемогла в номінації «Альбом року» — «Stasi», який потрапив у 10-ку найбільш продаваних білоруських альбомів 2008 року за підсумками продажів в мережі магазинів «Містерія звуку».
У листопаді 2007 року на концерті в клубі «Graffiti» записується перший концертний DVD в історії колективу. У 2009 році на сайті «Tuzin.fm» пісня «Триваю» з альбому «Stasi» за підсумками року посіла 6-е місце і увійшла в збірку найкращих пісень «Прем'ер Тузін 2009». На «Рок-Коронації 2009» група отримала спецприз «За відданість рок-музиці». Пісня «Касманаўти» з альбому «афтар правди» за підсумками року посіла 6 — е місце в хіт -параді «Tuzin.fm». За версією інтернет-порталу «Tuzin.fm» альбом «Афтари правди» став найкращим альбомом 2010 року.
У 2007 році Кулінкович разом з кількома іншими білоруськими музикантами запропонували зустрітися з заступником голови Адміністрації Президента Республіки Білорусь Олегом Пролєсковським.
«Нам було ясно сказано: „Хлопці, не грайтеся більше, будь ласка, на опозиційних мітингах“. Ми сказали, що не будемо. Причому всі, і абсолютно щиро», — заявив Куллінкович. Лідер «Дюбелів» розповів, що зробив це, незважаючи на те, що не любить існуючу владу. Про що щиро і повідомив заступнику керівника президентської адміністрації. Одночасно Олександр Куллінкович повідомив прес-центр Хартії 97, що не гратиме на заходах влади. «Наш прапор — біло-червоно-білий, а не червоно-зелений. На коліна нас не поставили. Але ми зустрічалися влітку з Олександром Мілінкевичем, і він нам абсолютно не допоміг. Пролєсковський — нормальний, адекватний чоловік», — сказав Куллінкович. Але з радіо ставити групу почало тільки «Авторадіо», інші станції все одно відмовлялися.

### 2011-наш час
2 березня 2011 в Інтернеті з'явився список діячів мистецтва і творчих колективів, нібито заборонених до згадки в білоруських ЗМІ, в числі яких опинилася і «Нейро Дюбель».
У листопаді 2012 року група Neuro Dubel виклала для вільного скачування свій новий альбом «Доху порадників».
15 січня 2013 на прес-конференції Олександра Лукашенка прозвучало запитання лідера «Нейро Дюбеля» Олександра Кулінковича: «Чому існують ці „чорні списки“ діячів культури?». Президент відповів, що нічого про «чорні списки» не знає і доручив Андрію Кобякову і Олександру Радькову доповісти про них. Кулінкович поставився до подібного заяви скептично, але 6 травня 2013 в клубі RePublic відбувся концерт-фестиваль «День Радіо», на якому вперше за півторарічного існування клубу група відкрито виступила під своєю назвою. Концерт був організований Єврорадіо з метою з'ясувати, чи дійсно ряд груп був викреслений з негласного «чорного списку» музикантів, і фактично означав зняття з групи негласних заборон.
У лютому 2013 року вийшов триб'ют гурту «Місце підпису», який готувався більше п'яти років. До цього тільки три білоруські групи мали свої офіційні триб'ют.
З квітня 2013 Кулінкович є колумністом президентської газети «Радянська Білорусь».

### Смерть лідера групи
4 липня 2018 року лідер групи Олександр Кулінкович помер у Мінську, напередодні запланованого виступу.

## Дискографія

### Альбоми
- Тотальная Дефлорация
- В жопе (1991)
- Ромашка (из жопы с любовью) (1992)
- Битва на мотоциклах (1994)
- Министерство (1994)
- Умные вещи (1995)
- Ж.С.У.Н.Б. (1996)
- Охотник и Сайгак (1998)
- Ворсинки и Катышки (1999)
- П.И.О.Т.К.У.К.У.К. (2002)
- Tanki (2004)
- Stasi (2007)
- Афтары правды (2010)
- Дохуя советчиков (2012)
- На Марс! (2015)
- Першы (2017)

### DVD
- Neuro Dubel Live[be-x-old] (2008)

## Учасники
- Олександр Кулінкович[be-x-old] — вокал (1989—2018), бас (1989—1991) †
- Юрій Наумов[be-x-old] — бек-вокал (1991—2020), гітара (1991—2000) †
- Віталій Абрамович — гітара (2004 — наші дні)
- Володимир Сахончік — гітара (2003 — наші дні)
- Євген Бровко — бас-гітара, бек-вокал (2003 — наші дні)
- Андрій Степанюк — ударні (1991 — наші дні)
- Максим Паровий — гітара, бек-вокал (1994—2003,2004,2011 — наші дні)

Колишні учасники:
- Стас Поплавський — бас (1993—2003)
- Олег Громов — гітара (2001—2004)
- Максим Івашин — клавіші (1993—1999, 2001—2004)
- Дмитро Чиж — бас (1991—1993)
- Світлана Сидорович — бек-вокал (1993)
- Геннадій Агейчик — гітара (1989—1991)

Сесійні учасники:
- Костянтин Тромбіцкій — волинка (2004—2005)